# 西尔西尔拉
西尔西尔拉（Sirsilla），是印度安得拉邦格里姆讷格尔县的一个城镇。总人口65016（2001年）。

## 人口
该地2001年总人口65016人，其中男性32476人，女性32540人；0—6岁人口8037人，其中男4106人，女3931人；识字率61.30%，其中男性为72.11%，女性为50.52%。